# ایرا، کاگوشیما (ایرا)
ایرا، کاگوشیما (ایرا) (به لاتین: Aira, Kagoshima (Aira)) یک سکونتگاه مسکونی در ژاپن است که در استان کاگوشیما واقع شده‌است.

## خصوصیات
ایرا ۷۴٬۶۱۱ نفر جمعیت دارد.